# Kandaga (Diabo)
Pour les articles homonymes, voir Kandaga.
Kandaga est une commune rurale située dans le département de Diabo de la province du Gourma dans la région de l'Est au Burkina Faso.

## Géographie
Kandaga est situé à 12 km au Sud de Diabo, le chef-lieu du département, et à 1,5 km au Nord-Ouest de Saatenga.

## Santé et éducation
Le centre de soins le plus proche de Kandaga est le centre de santé et de promotion sociale (CSPS) de Saatenga.